# Lithocarpus bacgiangensis
Lithocarpus bacgiangensis (Hickel & A.Camus) A.Camus – gatunek roślin z rodziny bukowatych (Fagaceae Dumort.). Występuje naturalnie w północnym Wietnamie oraz Chinach (w południowo-wschodniej części prowincji Junnan, na wyspie Hajnan, a także w regionie autonomicznym Kuangsi). 

## Morfologia
PokrójZimozielone drzewo dorastające do 10–15 m wysokości.
LiścieBlaszka liściowa ma kształt od eliptycznego do owalnie eliptycznego. Mierzy 10–5 cm długości oraz 3–6 cm szerokości, jest całobrzega, ma klinową nasadę i ostry lub spiczasty wierzchołek. Ogonek liściowy jest owłosiony i ma 10 mm długości.
OwoceOrzechy o kształcie od stożkowatego do kulistego, dorastają do 10–20 mm długości i 12–25 mm średnicy. Osadzone są pojedynczo w kubeczkowatych miseczkach, które mierzą 12–15 mm średnicy. Orzechy otulone są miseczkami do 20–50% ich długości.

## Biologia i ekologia
Rośnie w wiecznie zielonych lasach. Występuje na wysokości do 1700 m n.p.m. Kwitnie od grudnia do marca, natomiast owoce dojrzewają od października do grudnia.